# جردن تیلور
جردن نیل تیلور (زاده ۱۸ فوریه 1992) یک بازیکن فوتبال آمریکایی که برای تیم دنور برانکوز از لیگ فوتبال ملی (NFL) بازی می‌کند.